# Diémoz (Verrayes)
Diémoz (pron. fr. AFI: [djemo]) è una frazione del comune di Verrayes in Valle d'Aosta. Il suo nome è riconducibile alla distanza da Aosta,  10 miglia romane.

## Pronuncia
Secondo la pronuncia del patois valdostano, il nome "Diémoz" va pronunciato omettendo la "z" finale, quindi "Diémo", come per molti altri toponimi e cognomi valdostani e delle regioni limitrofe (la Savoia, l'Alta Savoia e il Vallese).

Questa particolarità, che si discosta dalle regole di pronuncia della lingua francese standard, risale a uno svolazzo che i redattori dei registri del regno di Piemonte-Sardegna erano soliti aggiungere alla fine dei toponimi o dei nomi da pronunciare come dei parossitoni, cioè con l'accento sulla penultima sillaba, molto diffuso in francoprovenzale. In seguito, questo piccolo segno è stato assimilato a una zeta, e spesso viene erroneamente pronunciato, sia dagli italofoni che dai francofoni.

## Storia
Il toponimo, che deriva da ad Decimum ab Augusta lapidem (= decima pietra miliare da Aosta) lungo la Via delle Gallie, rievoca la presenza di una mansio di epoca romana in loco, dove è stato rinvenuto anche un sarcofago romano trasformato in seguito in bacino di fontana.